# 帝心杜順
帝心杜順（557年—640年）。法號法順，俗姓杜，人稱杜順，雍州萬年縣杜陵（今屬西安市）人，唐朝高僧，華嚴宗初祖。唐太宗賜號帝心，常被尊稱為帝心尊者，故稱帝心杜順。晚年隱棲終南山（河南）東驪山，貞觀十四年（640）示寂於南郊義善寺，享年八十有四。葬於樊川北原，塔於長安華嚴寺。

## 生平

### 孩童時期
陳武帝永定元年誕生於雍州萬年（陝西），杜順在孩提時，就非常能言善道，常在家宅後的墳塚上為大眾說法，凡聽聞者無有不信服的，並由杜順的說法中得到不少啟示。後來杜順常常說法的地方就被稱之為「說法塚」。

### 出家時期
杜順十八歲時出家，拜因聖寺的道珍禪師為師。後住於終南山，宣揚華嚴教綱。其為人剛毅清正，多貶抑浮詞，彰顯正理，時人喜祀神樹、鬼廟，犧牲祭祀，耗費金錢無數，杜順如見，必召集鄉民，講述佛法而焚除之，或改建伽藍。因為神通經驗眾多，被時人認為是文殊菩薩的化身。

## 神通經歷

### 帝心的由來
傳說杜順很會治病，他給人治病，不用別的方法，只是跟病人面對面地坐一坐，療效便立竿見影，病人馬上痊癒。此事一傳十、十傳百便街知巷聞，更傳到唐太宗的耳朵裡。有一次唐太宗得了病，唐太宗詢問杜順：「我身體不舒服，你用甚麼神力替我治病？」杜順則回答說：「您為了治理天下勞心憂慮，只要特赦天下，您的病自然就好了。」唐太宗按他所說的去做，病果然好了，便賜號他為「帝心尊者」。

### 鞋不丟失
杜順曾經有一次在長安城的街道上，把自己的一雙鞋掛在大道旁邊。三天三夜，人來人往，但是沒有一個人來取他的鞋。皇帝感到很奇怪，問他：「別人的東西放在家裡都會丟失，你的東西怎麼放在大街上都沒人取？」他回應：「我從無量劫來，沒有拿過別人的一根草，所以就有這樣的因緣。」

### 文殊化身
杜順有位弟子，侍奉杜順三十幾年，他最大的心願就是到五臺山去朝拜文殊菩薩。有一天，弟子向杜順辭行，決定前往五臺山。杜順再三留他不得，只能在臨行前教示弟子：「遊子漫波波，臺山歷土坡，文殊祇這是，何更問彌陀？」弟子到了五臺山，至誠懇切地朝山禮拜。突然之間，眼前出現一位老者問弟子：「你是從什麼地方來的？來做什麼？」弟子答道：「我從終南山來，來禮拜文殊菩薩。」老人卻說：「文殊不在這裡，終南山的杜順和尚即是文殊的化身。」弟子驚訝地叫道：「我侍奉和尚三十多年了，從來不知道這件事情。」老人說：「有眼不識泰山！你趕快回去，如果今夜能趕回去，還有機會見到文殊；如果隔了一夜，恐怕就見不到面了。」弟子聽了老人的話，趕忙地收拾行裝，盡其所能地趕路。然而到家時仍然晚了一步，杜順已在前一夜圓寂了。從弟子口中，世人方知杜順和尚乃是文殊菩薩的化身。

## 著作
相傳著有《華嚴法界觀門》與《華嚴五教止觀》各一卷，前者全文見於法藏所撰《華嚴發菩提心章》，後者見於法藏《華嚴遊心法界記》之中。
- 《十門實相觀》
- 《會諸宗別見頌》[2]

## 弟子
- 智俨
- 達法師
- 樊玄智[1]

## 延伸阅读
- 《續高僧傳》卷二十五

## 外部連結
- 華嚴五教止觀淺導[]